# 克羅普夫巴赫河 (洛伊薩赫河支流)
47°38′06″N 11°12′41″E / 47.63488°N 11.21148°E

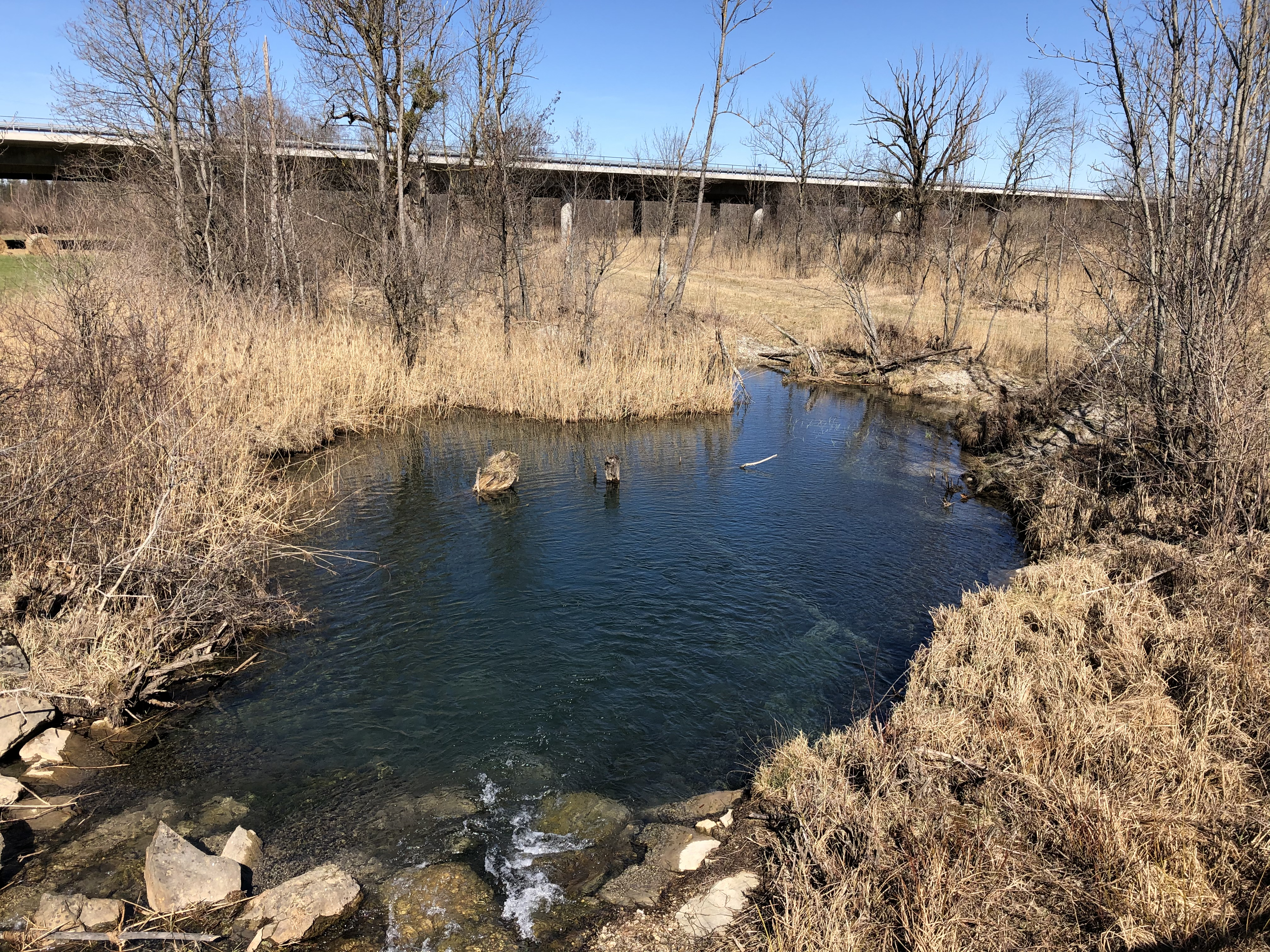

克羅普夫巴赫河（德語：Kropfbach），是德國的河流，位於該國東南部，由巴伐利亞負責管轄，屬於洛伊薩赫河的右支流，河道全長3.6公里，流經加米施-帕滕基興縣。